# Драгомир Раденковић
Драгомир М. Раденковић (Књажевац, 27. август 1883 — Oflag VI C код Оснабрика, 20. октобар 1944) био је српски и југословенски артиљеријски официр, бригадни генерал Југословенске војске, учесник Балканских ратова, Првог светског рата и Априлског рата, носилац Карађорђеве звезде са мачевима, Ордена Белог орла са мачевима, Ордена Светог Саве, Ордена Југословенске круне, Златне медаље за храброст и Албанске споменице.

## Биографија

### Образовање
Рођен је 27. августа 1883. године у Књажевцу, где је завршио основну школу и гимназију. Похађао је 33. класу Ниже школе Војне академије у Београду од 1900. године. Први службу је добио у родном граду, а затим 1911. године бива прекомандовао у 7. батерију Моравског пука у Нишу.

### Ратови за ослобођење и уједињење
У Балканским ратовима је предводио 7. батерију Моравског артиљеријског пука I позива са чином капетана прве класе.
Први светски рат је наставио на челу исте батерије, која се нашла у саставу Комбиноване дивизије. Као командир батерије, извео је значајан маневар у току Церске битке 1914. године, када се после повлачења и остављања једног топа успео вратити на почетне положаје и артиљеријском ватром са положаја на Бркинцу одбити непријатељске јурише. Ово је имало важну улогу у заузимању Косаниног града. Затим је учествовао и у Гучевској бици.
Капетан Раденковић је у октобру 1915. године унапређен у чин мајора, што остаје до 1920. године. Командовао је 4. батеријом Вардарског артиљеријског пука на Солунском фронту.

### Међуратна каријера
Службовао је у Штипу, Мостару и Сарајеву на месту команданта пука. Налазио се на дужности команданта Тимочке артиљеријске бригаде у Зајечару, када је 17. децембра 1929. године унапређен у чин генерала.
Са места команданта артиљерије Пете армијске области у Нишу, где је био од септембра 1935. године, током 1937. године одлази у Министарство војске и морнарице. Од 1940. године је био помоћник команданта Територијалне ваздушне одбране и члан Војног суда за официре.

### Други светски рат
Дана 3. априла 1941. године, генерал Раденковић је испраћен од синова Милутина и Ђорђа са Железничке станице у Београду, пошто је добио свој ратни распоред. Заробљен је у Априлском рату и одведен у заробљеништво, у логор Oflag VI C у Оснабрику.
Болестан и под високом температуром, генерал Раденковић се 20. октобра 1944. године несвесно кретао према жицама на огради логора. То је приметио немачки стражар који га је устрелио, те је овај погинуо на месту.

## Породица
Генерал Раденковић је имао два сина- Милутина Раденковића, композитора и професора Музичке академије у Београду и Ђорђа Раденковића, новинара, публицисте и књижевника, у два мандата главног уредника "НИН-а" и дописника "Политике" из Индије, Шпаније и Кине.

## Занимљивост
Генерал Раденковић је у филму Марш на Дрину из 1964. године, представљен кроз лик артиљеријског капетана Косте Хаџи-Вуковића (бата Колета), којег је тумачио глумац Александар Гаврић.

## Унапређења у чинове
| Капетан Прве класе | Мајор         | Потпуковник | Пуковник | Бригадни генерал   |
| ------------------ | ------------- | ----------- | -------- | ------------------ |
|                    |               |             |          |                    |
| Јун 1912.          | Октобар 1915. | 1920.       | 1924.    | 17. децембар 1929. |

## Одликовања
- Орден Карађорђеве звезде са мачевима
- Орден Белог орла са мачевима
- Орден Светог Саве
- Орден Југословенске круне
- Златна медаља за храброст
- Споменица за Српско — турски рат
- Споменица за Српско — бугарски рат
- Споменица за рат 1914—1918
- Албанска споменица